# Vesperella pallida
Vesperella pallida är en skalbaggsart som beskrevs av Dayrem 1933. Vesperella pallida ingår i släktet Vesperella och familjen långhorningar. Inga underarter finns listade i Catalogue of Life.